# Krzysztof Żydowski
Krzysztof Żydowski herbu Doliwa – chorąży zatorsko-oświęcimski w latach 1636–1647, poseł na sejm 1628 i 1642 roku z księstwa oświęcimskiego, poseł-deputat tego księstwa na Trybunał Skarbowy Koronny w 1628 i 1642 roku. Poseł na sejm 1639 roku.